# 이다연 (농구 선수)
이다연(2001년 11월 3일 ~ )은 대한민국의 전 농구 선수이다. 한국여자프로농구(WKBL) 아산 우리은행 우리WON 소속이었으며, 포지션은 포워드이다.

## 경력

### 신한은행 시절
2020년 11월에 열린  WKBL 신입선수 선발회에서 1라운드 전체 3순위로 인천 신한은행 에스버드에 지명되었다.

### 우리은행
2024년 4월 24일 최이샘의 FA 보상으로 지목되어 우리은행으로 이적하게 되었으나 8월 23일, 임의해지 처리되었다
.